# 馬蒂·努蒂寧
馬蒂·努蒂寧（芬蘭語：Matti Nuutinen，1990年5月6日—），芬蘭籃球運動員。他現在效力Bisons Loimaa。他也代表芬蘭國家男子籃球隊參賽。他在2012年開始代表芬蘭國家隊參賽。